# Luis Trenker
Alois Franz Trenker, meglio noto come Luis (Ortisei, 4 ottobre 1892 – Bolzano, 12 aprile 1990), è stato un regista, attore, alpinista, bobbista e scrittore italiano, altoatesino di madrelingua ladina.

## Biografia

### Formazione e prima guerra mondiale

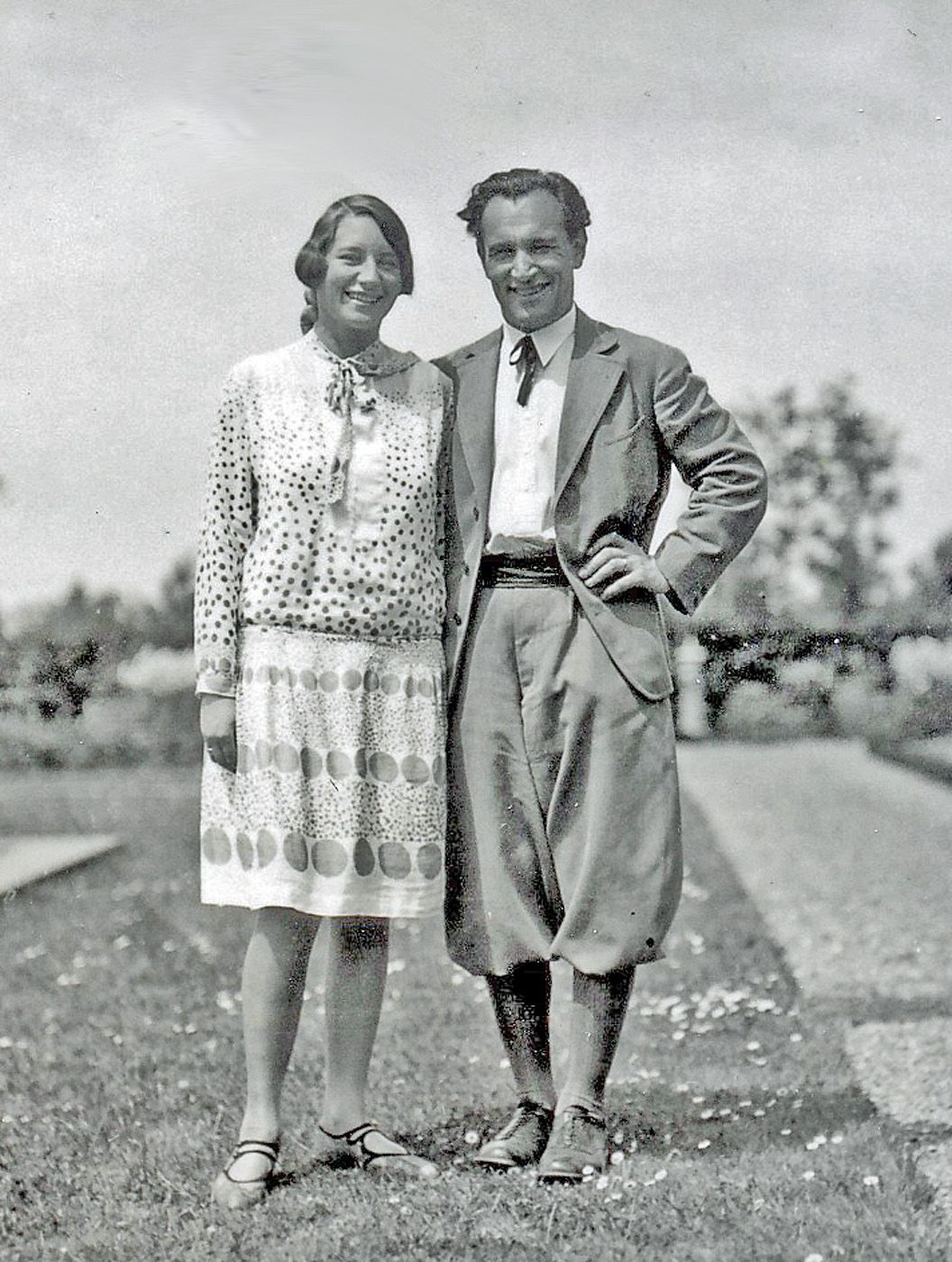
Luis Trenker e Hilda von Bleichert nel 1928, anno del loro matrimonio

Luis Trenker nacque il 4 ottobre 1892, figlio di un artigiano indoratore di Ortisei in Val Gardena (all'epoca St. Ulrich in Austria-Ungheria). Il padre, Jakob Trenker, era di madrelingua tedesca dal Tirolo del Nord; la madre, Karolina Demetz, di madrelingua ladina. Già durante le vacanze scolastiche lavorava come guida alpina e maestro di sci. Dopo la maturità studiò architettura all'Università di Vienna. Fin dall'inizio della prima guerra mondiale combatté nelle file dell'imperial regio esercito dell'Austria-Ungheria come aspirante ufficiale di un reggimento di artiglieria pesante in Galizia e Polonia russa. Dopo lo scoppio della guerra con il Regno d'Italia fu trasferito sul fronte italiano, inizialmente come ufficiale di artiglieria presso il forte Verle in Trentino, ma in seguito ad una ferita nel 1916 passò alla compagnia guide alpine nelle Dolomiti. Al termine della guerra aveva raggiunto il grado di tenente. Dal punto di vista letterario scrisse le proprie esperienze di guerra in numerosi libri, dei quali Sperrfort Rocca Alta (Forte di sbarramento Rocca Alta) e Berge in Flammen (Montagne in fiamme) sono i più rilevanti. Dopo la guerra Trenker riprese gli studi di architettura che concluse a Graz nel 1924, dopodiché lavorò a Bolzano come architetto. Per breve tempo collaborò con Clemens Holzmeister.

### Il contatto con la pellicola
I primi contatti con la pellicola risalgono al 1921. Trenker venne ingaggiato come guida alpina per il film di Arnold Fanck Berg des Schicksals (Il monte del destino). Poiché Fanck si rese conto che il protagonista non era capace di scalare, diede a Trenker il ruolo principale. Seguirono in breve tempo altri film, inizialmente come attore, dal 1928 anche come regista. In questi Trenker fu spesso protagonista, regista ed autore nella stessa persona. Nel 1927 rinunciò al suo studio di architettura e lavorò solamente come artista.

### Intenzioni e strumentalizzazioni
Un tema fondamentale nelle opere di Trenker è l'idealizzazione di una vita legata alla Heimat, la terra natia, spesso confrontata con la decadenza delle città e dei suoi abitanti; un altro riguarda la fratellanza fra le genti di montagna, anche di etnia e lingua diverse.

Luis Trenker nel film Condottieri (1937)

Il regime fascista in Italia e quello nazionalsocialista in Germania cercarono, riuscendoci solo in parte, di strumentalizzare le opere di Trenker, che seppe sempre abilmente barcamenarsi senza mai firmare opere di smaccata propaganda nazista o fascista. Circa le sue posizioni etico-politiche si è affermato: «Le opere cinematografiche di Luis Trenker degli anni Trenta e Quaranta erano indubbiamente all’altezza delle esigenze völkisch, sebbene in ragione della qualità della produzione di questo regista ci fosse sempre anche un sovrappiù estetico che non risultava del tutto chiaro nell’orizzonte valoriale fascista, né in quello nazionalsocialista». Tuttavia fondò tra l'altro, insieme a Fritz Lang, l'organizzazione d'impresa nazionalsocialista, reparto regia.
Trenker, di temperamento tendenzialmente anarchico anche se profondamente cristiano e preoccupato soprattutto delle proprie ambizioni artistiche, si rifiutò di sottomettersi artisticamente al nazismo e quindi gli venne di fatto proibito l'esercizio della professione, anche perché in occasione delle famigerate Opzioni del 1939 (i sudtirolesi avrebbero dovuto scegliere se rimanere in Alto Adige ma rinunciando completamente alla loro lingua e cultura tedesca, in pratica italianizzandosi, oppure emigrare in Germania) non si era schierato con chiarezza a favore del Reich. Suo nemico accanito fu soprattutto Goebbels.
Nel 1940 lasciò Berlino ed andò a Roma, dove sperava di incontrare condizioni migliori grazie all'appoggio di Mussolini. Dopo due film documentari, Pastor Angelicus (1942) e Germanin (1943), tornò a Bolzano.

### Secondo dopoguerra

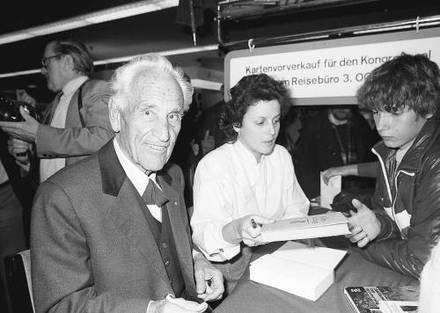
Luis Trenker nel 1982

Nel clima nazionalista dell'Alto Adige del secondo dopoguerra gli venne rimproverato un certo opportunismo e fu costretto a subire un'evidente emarginazione: notevole, peraltro, è la sua partecipazione, come socio fondatore, all'Union di Ladins de Gherdëina. Tutto ciò durò fino agli anni cinquanta, fin quando Trenker, che nel frattempo faceva il pendolare fra Monaco di Baviera e Bolzano, non rinnovò, o quasi, i vecchi successi. Girò inizialmente film documentari che riguardavano la montagna e dal 1955 rincominciò a dedicarsi anche a film per il cinema.
Nel 1959 la Bayerischer Rundfunk (TV bavarese) realizzò la trasmissione Luis Trenker erzählt (Luis Trenker racconta), dove Trenker narrava estratti della propria vita. Dal 1965 girò prevalentemente film documentari sulla sua terra, il Sud Tirolo. Negli anni settanta realizzò una propria trasmissione per la televisione pubblica, Berge und Geschichten (Montagne e storie).

### Attività sportiva
Prese parte ai Giochi olimpici invernali di Chamonix-Mont-Blanc 1924, prima edizione della rassegna, gareggiando nel bob e terminando la gara di bob a quattro al sesto posto.

### Morte
Luis Trenker morì a Bolzano nel 1990, all'età di 97 anni.

## Vita privata
Nel 1928 sposò Hilde von Bleichert con la quale ebbe quattro figli, Floriano, Ferdinand, Barbara e Joseph. Rimase vedovo nel 1988.

## Filmografia

### Attore
- Der Berg des Schicksals, regia di Arnold Fanck (1924)
- La montagna dell'amore (Der heilige Berg), regia di Arnold Fanck (1926)
- Il grande salto (Der große Sprung), regia di Arnold Fanck (1927)
- Der Kampf ums Matterhorn, regia di Mario Bonnard e Nunzio Malasomma (1928)
- Legione bianca (Der Ruf des Nordens), regia di Nunzio Malasomma e Mario Bonnard (1929)
- Les Chevaliers de la montagne, regia di Mario Bonnard (1930)
- Die heiligen drei Brunnen, regia di Mario Bonnard (1930)
- I cavalieri della montagna (Der Sohn der weißen Berge), regia di Mario Bonnard e Luis Trenker (1930)
- Les Monts en flammes, regia di Joë Hamman e Luis Trenker (1931)
- Montagne in fiamme (Berge in Flamme), regia di Karl Hartl e Luis Trenker (1931)
- Doomed Battalion, regia di Luis Trenker, Cyril Gardner e Karl Hartl (1932)
- Il grande agguato (Der Rebell), regia di Kurt Bernhardt (Curtis Bernhardt), Edwin H. Knopf e Luis Trenker (1932)
- The Rebel, regia di Edwin H. Knopf e Luis Trenker (1933)
- Il figliuol prodigo (Der verlorene Sohn), regia di Luis Trenker (1934)
- L'imperatore della California (Der Kaiser von Kalifornien), regia di Luis Trenker (1936)
- Condottieri (versione tedesca), regia di Werner Klingler e Luis Trenker (1937)
- Condottieri (versione italiana), regia di Giacomo Gentilomo, Luis Trenker (1937)
- La grande conquista (Der Berg ruft!), regia di Luis Trenker (1938)
- The Challenge, regia di Milton Rosmer e non accreditato Vincent Korda, co-regia sequenze alpine: Luis Trenker (1938)
- Lettere d'amore dall'Engadina (Liebesbriefe aus dem Engadin), regia di Werner Klingler e Luis Trenker (1938)
- Il ribelle della montagna (Der Feuerteufel), regia di Luis Trenker (1940)
- Germanin - Die Geschichte einer kolonialen Tat, regia di Max W. Kimmich (1943)
- Monte Miracolo, regia di Luis Trenker (1945)
- Barriera a settentrione, regia di Luis Trenker (1950)
- Aus König Laurins Rosengarten, cortometraggio, regia di Luis Trenker (1951)
- Il prigioniero della montagna (Flucht in die Dolomiten), regia di Luis Trenker (1955)
- Von der Liebe besiegt, regia di Luis Trenker (1956)
- Sein bester Freund, regia di Luis Trenker (1962)
- Luftsprünge, episodi TV (1969/70)
- Olympia - Olympia, regia di Kurt Wilhelm (1971)

### Sceneggiatore
- Les Chevaliers de la montagne, regia di Mario Bonnard (1930)
- I cavalieri della montagna (Der Sohn der weißen Berge), regia di Mario Bonnard e Luis Trenker (1930)
- Les Monts en flammes, regia di Joë Hamman e Luis Trenker (1931)
- Montagne in fiamme (Berge in Flamme), regia di Karl Hartl e Luis Trenker (1931)
- Doomed Battalion, regia di Cyril Gardner, Karl Hartl, Luis Trenker (1932)
- Il grande agguato (Der Rebell), regia di Curtis Bernhardt (con il nome Kurt Bernhardt), Edwin H. Knopf e Luis Trenker (1932)
- The Rebell, regia di Edwin H. Knopf e Luis Trenker (1933)
- Il figliuol prodigo (Der verlorene Sohn), regia di Luis Trenker (1934)
- L'imperatore della California (Der Kaiser von Kalifornien), regia di Luis Trenkder (1936)
- Condottieri (versione tedesca), regia di Luis Trenker e Werner Klingler (1937)
- Condottieri (versione italiana), regia di Luis Trenker e Giacomo Gentilomo (1937)
- La grande conquista (Der Berg ruft!), regia di Luis Trenker (1938)
- Lettere d'amore dall'Engadina (Liebesbriefe aus dem Engadin), regia di Werner Klingler (1938)
- Der König der Berge, regia di Luis Trenker (1940)
- Il ribelle della montagna (Der Feuerteufel), regia di Luis Trenker (1940)
- Monte Miracolo, regia di Luis Trenker (1945)
- Barriera a settentrione, regia di Luis Trenker (1950)
- Niemals mutlos, cortometraggio, regia di Luis Trenker (1952)
- Kleine Kletterfahrt, cortometraggio, regia di Luis Trenker (1952)
- Gondelfahrt durch Venedig, cortometraggio, regia di Luis Trenker (1952)
- Lofotenfischer, cortometraggio, regia di Luis Trenker (1952)
- Kavaliere im Eis, cortometraggio/documentario, regia di Luis Trenker (1954)
- Il prigioniero della montagna (Flucht in die Dolomiten), regia di Luis Trenker (1955)
- Von der Liebe besiegt, regia di Luis Trenker (1956)
- Sein bester Freund, regia di Luis Trenker (1962)
- Skifreuden in den Dolomiten, cortometraggio/documentario, regia di Luis Trenker (1970)
- Ich filmte am Matterhorn, documentario tv, regia di Luis Trenker (1971)
- Heimat aus Gottes Hand, documentario, regia di Luis Trenker (1979)

### Regia
- I cavalieri della montagna (Der Sohn der weißen Berge) co-regia Mario Bonnard (1930)
- Les Monts en flammes, co-regia con Joë Hamman (1931)
- Montagne in fiamme (Berge in Flamme), co-regia con Karl Hartl (1931)
- Doomed Battalion co-regia con Cyril Gardner e Karl Hartl (1932)
- Il grande agguato (Der Rebell), co-regia con Kurt Bernhardt (Curtis Bernhardt), Edwin H. Knopf e Luis Trenker (1932)
- The Rebel, co-regia con Edwin H. Knopf (1933)
- Il figliuol prodigo (Der verlorene Sohn) (1934)
- L'imperatore della California (Der Kaiser von Kalifornien) (1936)
- Condottieri (versione tedesca), co-regia con Werner Klingler (1937)
- Condottieri (versione italiana), co-regia con Giacomo Gentilomo (1937)
- La grande conquista (Der Berg ruft!) (1938)
- Lettere d'amore dall'Engadina (Liebesbriefe aus dem Engadin), co-regia con Werner Klingler (1938)
- Il ribelle della montagna (Der Feuerteufel) (1940)
- Pastor Angelicus, documentario di Romolo Marcellini (Trenker non accreditato) (1942)
- Monte Miracolo (1945)
- Barriera a settentrione (1950)
- Aus König Laurins Rosengarten, cortometraggio (1951)
- Niemals mutlos, cortometraggio (1952)
- Kleine Kletterfahrt, cortometraggio (1952)
- Gondelfahrt durch Venedig, cortometraggio (1952)
- Lofotenfischer, cortometraggio (1952)
- Kavaliere im Eis, cortometraggio/documentario (1954)
- S.O.S. Zinnennordwand (1955)
- Il prigioniero della montagna (Flucht in die Dolomiten) (1955)
- Gold aus Gletschern, documentario (1956)
- Von der Liebe besiegt (1956)
- Wetterleuchten um Maria (1957)
- Unser Freund, der Haflinger, cortometraggio/documentario (1957)
- Vacanze scambio (1962)
- Sein bester Freund (1962)
- Skifreuden in den Dolomiten, cortometraggio/documentario (1970)
- Ich filmte am Matterhorn, documentario tv (1971)
- Heimat aus Gottes Hand, documentario (1979)

### Produttore
- Legione bianca (Der Ruf des Nordens), regia di Nunzio Malasomma e Mario Bonnard (1929)
- L'imperatore della California (Der Kaiser von Kalifornien), regia di Luis Trenkder (1936)
- Lettere d'amore dall'Engadina (Liebesbriefe aus dem Engadin), regia di Werner Klingler e Luis Trenker (1938)
- Urlaub im Schnee, cortometraggio, regia di Luis Trenker (1939)
- Fiamme alla frontiera (Grenzfeuer) (1939)
- Der König der Berge, regia di Luis Trenker (1940)
- Il ribelle della montagna (Der Feuerteufel), regia di Luis Trenker (1940)
- Monte Miracolo, regia di Luis Trenker (1945)
- Aus König Laurins Rosengarten, cortometraggio, regia di Luis Trenker (1951)
- Niemals mutlos, cortometraggio, regia di Luis Trenker (1952)
- Kleine Kletterfahrt, cortometraggio, regia di Luis Trenker (1952)
- Gondelfahrt durch Venedig, cortometraggio, regia di Luis Trenker (1952)
- Lofotenfischer, cortometraggio, regia di Luis Trenker (1952)
- Kavaliere im Eis, cortometraggio/documentario, regia di Luis Trenker (1954)
- Gold aus Gletschern, documentario, regia di Luis Trenker (1956)
- Unser Freund, der Haflinger, cortometraggio/documentario, regia di Luis Trenker (1957)
- Skifreuden in den Dolomiten, cortometraggio/documentario, regia di Luis Trenker (1970)
- Ich filmte am Matterhorn, documentario tv, regia di Luis Trenker (1971)
- Heimat aus Gottes Hand, documentario, regia di Luis Trenker (1979)

## Doppiatori italiani
- Gino Cervi in Condottieri
- Emilio Cigoli in Il prigioniero della montagna

## Opere letterarie principali

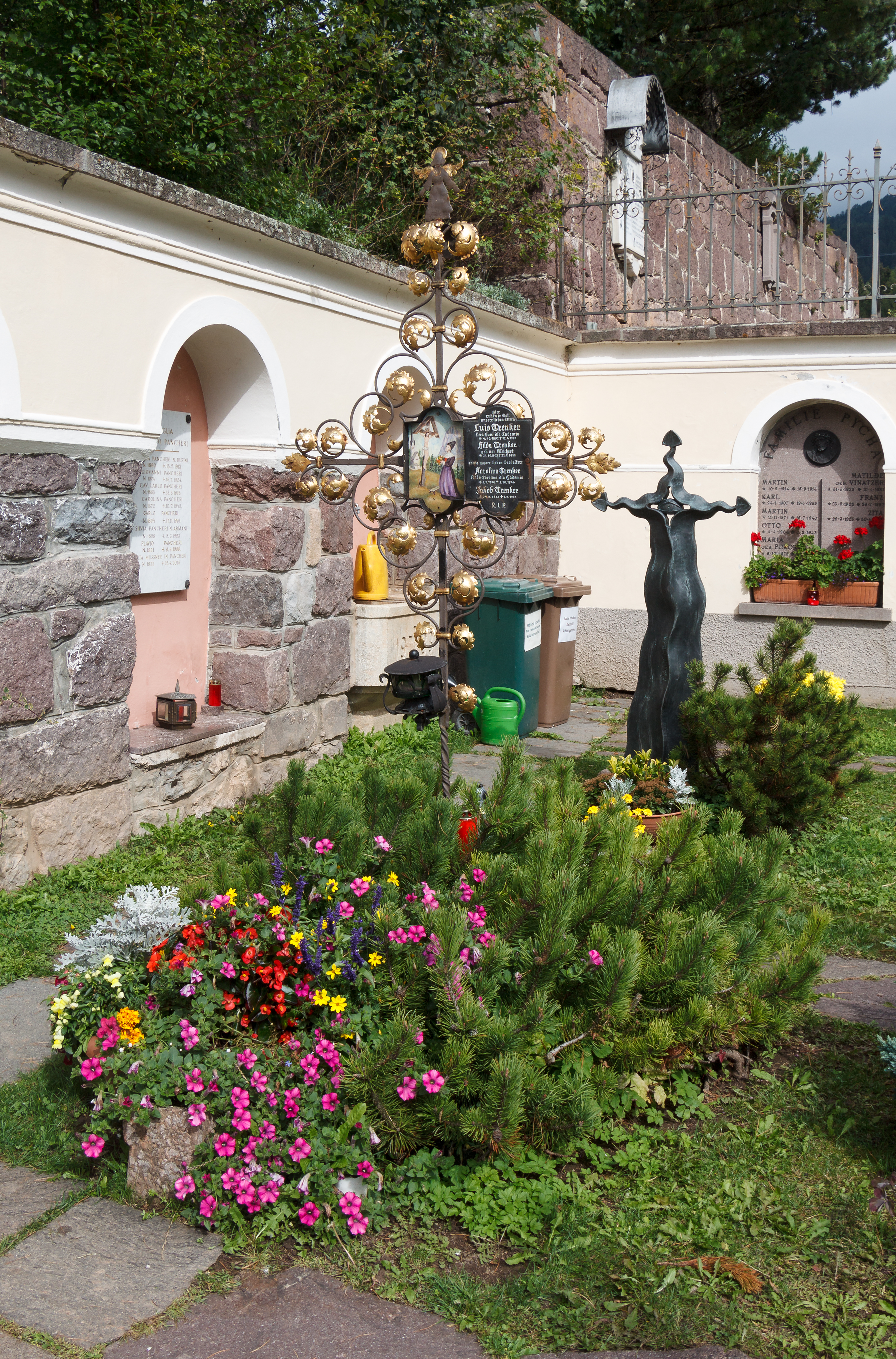
La tomba della famiglia Trenker, a Ortisei.

### Romanzi e raccolte di racconti
- Berge in Flammen. Ein Roman aus den Schicksalstagen Südtirols, 1931
- Kameraden der Berge, 1932
- Der Rebell. Ein Freiheitsroman aus den Bergen Tirols, 1933
- Der verlorene Sohn. Roman, 1934
- Leuchtendes Land. Roman, 1937 (con Karl Springenschmid)
- Sperrfort Rocca Alta. Der Heldenkampf eines Panzerwerkes, 1937
- Hauptmann Ladurner. Ein Soldatenroman, 1940 u.ö. München: Eher-Verlag[2]
- Der Feuerteufel. Ein Speckbacherroman, 1940
- Sterne über den Gipfeln. Roman, 1942
- Heimat aus Gottes Hand. Roman, 1948
- Duell in den Bergen. Ein Roman aus den Dolomiten, 1951
- Glocken über den Bergen. Roman, 1952
- Sonne über Sorasass. Ein heiterer Roman aus den Dolomiten, 1953
- Schicksal am Matterhorn. Roman, 1957
- Das Wunder von Oberammergau. Roman, 1960
- Sohn ohne Heimat. Roman, 1960
- Die Farm am Kilimandscharo, 1960
- Der Kaiser von Kalifornien. Roman, 1961

### Autobiografie
- Alles gut gegangen. Geschichten aus meinem Leben, 1965

## Omaggi
- Nel 2006 il filmmaker bolzanino Andreas Perugini ha girato un documentario dal titolo Luis Trenker: figliol prodigo.

- Il Museo della Val Gardena espone un'ampia selezione di oggetti personali di Luis Trenker e dispone anche del lascito di lettere e fotografie. Le donazioni si devono ai figli dell'artista [3].

## Onorificenze e riconoscimenti
- 1936 Coppa Mussolini per il miglior film straniero alla Biennale di Venezia per Der Kaiser von Kalifornien (L'imperatore della California)
- 1978 Karl-Valentin-Orden
- 1982 Filmband in Gold
- 1991 Gli viene intitolato l'asteroide 17489 Trenker